# D. Varga Ádám
D. Varga Ádám (Debrecen, 1996. március 30. –) magyar színművész, zenész.

## Élete
2008-tól 2013-ig a debreceni Ady Endre Gimnázium hatosztályos tagozatának tanulója volt, majd 2013tól 2016-ig ugyanitt emelt szintű drámai osztályban tanult. 2016 és 2021 között  a Kaposvári Egyetem Rippl-Rónai Művészeti Kar színművész szakos hallgatója volt, osztályfőnöke Cseke Péter. 2019 decemberétől a Dante (magyar zenekar) basszusgitárosa. 2020 szeptemberétől a Hevesi Sándor Színház tagja. 2023 májusától az Egerszeg Rádió műsorvezetője és a Zalaegerszegi Televízió hírolvasója. 2024-ben feleségül vette Kovács Virág színésznőt. 2025-ben elnyerte a Vidéki Színházigazgatók Egyesület ösztöndíját.

## Színházi szerepei
| Darab                                   | Szerep                       | Rendező                    | Színház                                  | Bemutató             |
| --------------------------------------- | ---------------------------- | -------------------------- | ---------------------------------------- | -------------------- |
| A Pál utcai fiúk                        | Richter                      | Vidovszky György           | Csokonai Nemzeti Színház                 | 2007. november 16.   |
| Légy jó mindhalálig                     | Tannenbaum / Tök Marci       | Várhalmi Ilona             | Csokonai Nemzeti Színház                 | 2013. december 13.   |
| A magyar Faust                          | Szereplő                     | Árkosi Árpád               | Csokonai Nemzeti Színház                 | 2015. október. 2.    |
| Mengele törpéi                          | Juhász Árpád                 | Réczei Tamás               | Kaposvári Egyetem vizsgaelőadás          | 2018. március 24.    |
| Csárdáskirálynő                         | Kórus                        | Béres Attila               | Katona József Színház (Kecskemét)        | 2018.                |
| A beszélő köntös                        | Molitorisz Péter             | Szente Vajk                | Katona József Színház (Kecskemét)        | 2018. október 2.     |
| Jancsi és Julis                         | Egér/Kő/Édesség              | Varsányi Péter             | Kecskeméti Katona József Nemzeti Színház | 2018. október 10.    |
| Állami áruház                           | Gábor Miklós / Gózon Tivadar | Fábián Péter, Benkó Bence  | Katona József Színház (Kecskemét)        | 2019. március 1.     |
| Ördöngösök                              | Bartolomeus                  | Fábián Péter, Benkó Bence  | Kaposvári Egyetem vizsgaelőadás          | 2019. március 29.    |
| Aladdin és a csodalámpa                 | Aladdin                      | Réczei Tamás               | Katona József Színház (Kecskemét)        | 2019. szeptember 18. |
| Chicago                                 | Konferanszié / Törvényszolga | Béres Attila               | Katona József Színház (Kecskemét)        | 2019. szeptember 27. |
| Ballada a 301-es parcella bolondjáról   | A görög                      | Cseke Péter                | Katona József Színház (Kecskemét)        | 2019. október 25.    |
| Péter és a farkas                       | Péter                        | Réczei Tamás               | Kecskeméti Katona József Nemzeti Színház | 2020. január 15.     |
| Az ember tragédiája "junior"            | Szereplő                     | Cseke Péter                | Kecskeméti Katona József Nemzeti Színház | 2020. január 22.     |
| Amerikai Elektra                        | Kórus                        | Horváth Csaba              | Kecskeméti Katona József Nemzeti Színház | 2020. február 14.    |
| Árvácska remix                          | Szereplő                     | Forgács Péter,             | Kaposvári Egyetem vizsgaelőadás          | 2020. június 30.     |
| Száll a kakukk fészkére                 | Turkle ápoló                 | Bagó Bertalan              | Kecskeméti Katona József Nemzeti Színház | 2020. augusztus 7.   |
| Sose halunk meg                         | Tóni / Orvos                 | Koltai Róbert, Gaál Ildikó | Hevesi Sándor Színház                    | 2020. október 9.     |
| Elnémult harangok                       | Simándy Pál                  | Farkas Ignác               | Hevesi Sándor Színház                    | 2021. május 14.      |
| Legyetek jók, ha tudtok                 | Parancsnok                   | Moravetz Levente           | Hevesi Sándor Színház                    | 2021. június 11.     |
| A Pál utcai fiúk                        | Kolnay                       | Tompagábor Kornél          | Kvártélyház Szabadtéri Színház           | 2021. július 30.     |
| Cigánykerék                             | Tax, nyomozó                 | Böhm György                | Hevesi Sándor Színház                    | 2021. október 15.    |
| A fejedelem                             | Kelemen                      | Moravetz Levente           | Hevesi Sándor Színház                    | 2021. december 17.   |
| A kőszívű ember fiai                    | Goldner Fritz                | Böhm György                | Hevesi Sándor Színház                    | 2022. március 11.    |
| Egy bolond százat csinál                | I. Rendőr / Ápoló            | Lendvai Zoltán             | Hevesi Sándor Színház                    | 2022. április 29.    |
| Meseautó                                | Halmos Aladár                | Tompagábor Kornél          | Kvártélyház Szabadtéri Színház           | 2022. július 29.     |
| Herkules – a kezdetek                   | Periklész / Szatír / Gyerek  | Mihály Péter               | Hevesi Sándor Színház                    | 2022. szeptember 12. |
| A Noszty fiú esete Tóth Marival         | Klementy szerkesztő          | Farkas Ignác               | Hevesi Sándor Színház                    | 2022. november 11.   |
| Kőműves Kelemen                         | Izsák                        | Tompagábor Kornél          | Hevesi Sándor Színház                    | 2023. február 10.    |
| Para                                    | Fekete Richárd               | Mihály Péter               | Hevesi Sándor Színház                    | 2023. június 5.      |
| ÁJLÁVJÚ - Te édes, de jó vagy, légy más | Férfi                        | Tompagábor Kornél          | Kvártélyház Szabadtéri Színház           | 2023. július 28.     |
| Ballépés jobbra                         | Yan                          | Besenczi Árpád             | Hevesi Sándor Színház                    | 2023. szeptember 29. |
| Indul a bakterház                       | Zenész                       | Böhm György                | Hevesi Sándor Színház                    | 2023. október 13.    |
| Annie, a kis árva                       | Ickes / John / Artúr 4       | Böhm György                | Hevesi Sándor Színház                    | 2024. április 12.    |
| Az ifjú Mátyás                          | Nagyszájú                    | Mihály Péter               | Hevesi Sándor Színház                    | 2024. szeptember 20. |
| Életrevalók                             | Bastien / Galériás barátja   | Funtek Frigyes             | Hevesi Sándor Színház                    | 2024. november 22.   |
| Rómeó és Júlia                          | Benvolio                     | Mihály Péter               | Hevesi Sándor Színház                    | 2025. január 17.     |
| Hotel Menthol                           | Steksz                       | Bakó Gábor                 | Hevesi Sándor Színház                    | 2025. április 4.     |

## Színházi rendezései
- Közel a jóhoz – rendező és dramaturg – Hevesi Sándor Színház – Bemutató: 2022. január 27.
- Bánk bán – rendező és dramaturg –  Bemutató: 2022. december 12.

## Filmes és televíziós szerepei
Sorozatok
- 200 első randi – Fábián nyomozó (2019)
- Családi kör 2021
- Oltári történetek (2022)
- Doktor Balaton – Recepciós (2022)

Filmek
- Most vagy soha! – Olasz katona 2 (2024)